# Vosseslag
Vosseslag est un hameau de la commune côtière du Coq en Belgique, située en Région flamande dans la province de Flandre-Occidentale.
Vosseslag fait partie de l'ancienne municipalité de Klemskerke et compte environ 1 700 habitants.

## Histoire
Le nom Vosseslag signifie la bataille ou le chemin à travers les dunes[réf. nécessaire][pas clair] qui permettait aux pêcheurs locaux d'accéder à la plage de la commune de Klemskerke. Certains se sont installés à proximité de ce sentier, créant un hameau formé de maisons de pêcheurs et de petites fermes. En 1902, Léopold II proposa de convertir les dunes en terrain de golf pour les touristes anglais. C'est ici qu'a été créé le Royal Golf Club Oostende, fondé en 1903.
Le quartier, qui s'appelait à l'origine aussi Heide-d'Heye, Westwijck, Heide-Vosseslag ou Geuzenhoek, se composait à l'origine de quelques fermes et maisons pauvres sur un sol sablonneux. Après la Première Guerre mondiale, un lotissement fut réalisé avec la Heidelaan comme axe principal. Des villas furent construites, tandis qu'une briqueterie a été ouverte en 1930, qui a perduré jusqu'à la Seconde Guerre mondiale. Pendant la guerre, le propriétaire a émigré et aurait expédié toutes les machines en Argentine. En 1944, les bâtiments étaient en ruines. Après 1955, une nouvelle usine fut construite sur le même site, qui a produit, entre autres, des tôles ondulées en plastique de 1960 à 1975.
En 1939, les Sœurs de la Sainte-Enfance d'Ardooie s'y installent et y fondent une école communautaire. Des messes sont également célébrées dans l'école depuis 1943 pour « élever le niveau religieux de la population ». En 1955, la Heidekapel (une chapelle) a été construite à côté de l'école, qui a été élevée au rang d'église auxiliaire en 1962.
Un peu plus loin, juste à la frontière avec Bredene, entre Vosseslag et Klemskerke, pendant la Première Guerre mondiale, se trouvait la 'Batterie Deutschland', une batterie côtière de l'unité de l'armée allemande Marinekorps Flandern, conçue comme une ligne de défense côtière. Quatre canons ont été installés ici avec une portée de plus de 30 kilomètres visant la mer du Nord. Après la guerre, le site resta plusieurs années accessible et attirait des touristes de guerre qui voulaient visiter les champs de bataille. En 1939, les canons ont été vendus comme ferraille. La plupart des bunkers et des foyers ont été démolis dans les années 1950. Un bassin rempli d'eau indique l'emplacement de l'un des quatre canons. De l'autre côté de la rue se trouvent encore des ruines et des vestiges d'abris. La zone est aujourd'hui clôturée et non ouverte au public. Entre la Bremstraat et le coude de la Molenstraat, la transition de la lande aux polders est perceptible. Le sol sablonneux devient un sol argileux. D'Heye est le nom d'une réserve naturelle de 48 hectares au sud-ouest de Vosseslag depuis 1993.